# Accident d'un Mil Mi-17 azerbaïdjanais de 2021
L'accident d'un Mil Mi-17 azerbaïdjanais de 2021, également connu sous le nom de crash d'hélicoptère de Garaheybat (azéri : Qaraheybət helikopter qəzası / Qaraheybət vertolyot qəzası) est survenu le 30 novembre 2021 au cours des exercices militaires du service d'État des frontières azerbaïdjanaise (SBS) lorsqu'un hélicoptère Mil Mi-17 s'est écrasé dans la zone d'entraînement de Garaheybat située dans le district de Xızı. Selon les rapports préliminaires, 14 personnes ont été tuées et deux ont été blessées dans l'accident d'hélicoptère. Il s'agit du plus important accident d'avion de l'histoire des forces de l'ordre azerbaïdjanaises.
Immédiatement après l'accident, les représentants du SBS et du bureau du procureur général sont arrivés sur les lieux. Une enquête a été ouverte sous la direction du chef adjoint du bureau du procureur général Elchin Mammadov. La cause de l'accident fait toujours l'objet d'une enquête.
Le président azerbaïdjanais Ilham Aliyev et le vice-président Mehriban Aliyeva, le président turc Recep Tayyip Erdoğan et d'autres personnalités politiques du pays, les ambassades étrangères en Azerbaïdjan, ainsi que les organisations internationales ont exprimé leurs condoléances aux victimes.

## Contexte
L'accident d'hélicoptère le plus meurtrier (en) de l'histoire de l'Azerbaïdjan a eu lieu le 20 novembre 1991, près de Karakend, dans le district de Khojavend, entraînant la mort de 22 personnes, dont des hauts fonctionnaires. De plus, le 24 juillet 2019, un avion MiG-29 de l'armée de l'air azerbaïdjanaise effectuant des exercices a soudainement disparu des radars. Le pilote, le lieutenant-colonel Rashad Atakishiyev, a disparu lorsque l'avion s'est écrasé dans la mer Caspienne. Son corps a été retrouvé après une longue recherche.

## Accident

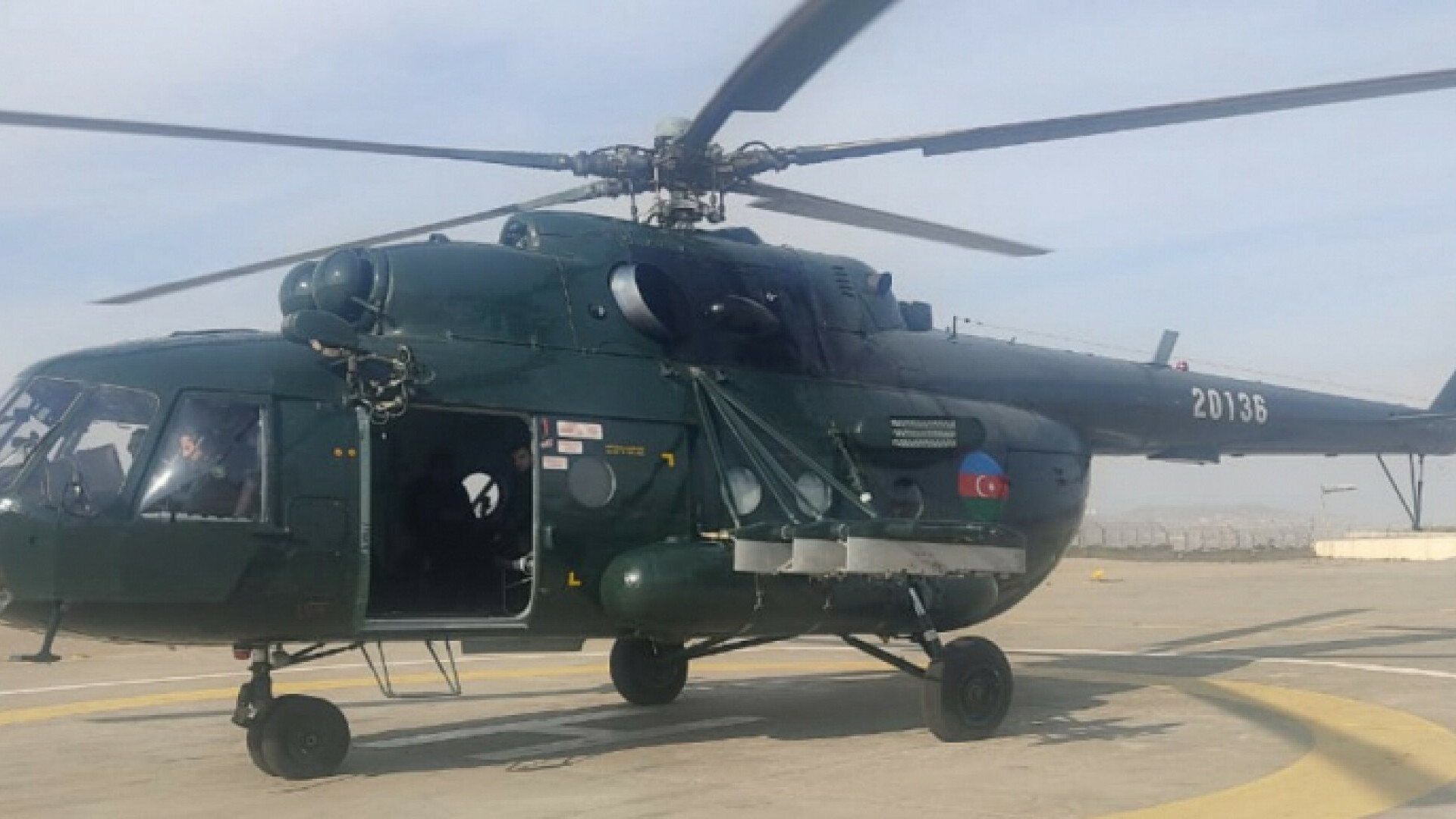
Le Mi-17 avant son accident.

Le 30 novembrFile:Mi 17 1V.jpge 2021, vers 10 h 40, heure locale, un hélicoptère Mil Mi-17 du service d'État des frontières azerbaïdjanaise a décollé de l'aérodrome de Sangachal (en) et s'est écrasé lors d'exercices dans la zone d'entraînement de Garaheybat, située dans le district de Xızı. Le chef du service d'État des frontières azerbaïdjanaise, Elchin Guliyev, a déclaré que le pilote était expérimenté et qu'il avait participé à la première guerre du Karabakh, que l'hélicoptère était presque neuf et avait été récemment réparé. Guliyev a déclaré que la boîte noire de l'hélicoptère a été retrouvé, ajoutant qu'aucune force extérieure n'était impliquée dans l'incident.
Selon les rapports préliminaires, deux colonels, cinq majors, quatre capitaines, deux lieutenants et un entrepreneur ont été tués, tandis qu'un colonel et un capitaine ont été blessés dans l'accident.

## Conséquences
Immédiatement après l'incident, les représentants du service d'État des frontières et du bureau du procureur général sont arrivés sur les lieux. Une affaire pénale en vertu de l'article 352.2 du Code pénal (violation des règles de vol ou de préparation du vol a causé la mort de deux personnes ou plus par négligence) et d'autres articles a été ouverte par le bureau du procureur général et l'enquête a été menée sous contrôle spécial par le procureur Général. L'équipe d'enquête enquêtant sur l'accident d'hélicoptère était dirigée par le chef adjoint du département d'enquête du bureau du procureur général Elchin Mammadov. La cause de l'accident n'était pas immédiatement claire. Les corps des victimes ont été amenés à l'Association d'expertise médico-légale et d'anatomie pathologique du ministère de la Santé à Bakou et ont été remis à leurs familles après examen.
Le chef du service d'État des frontières azerbaïdjanaise, Elchin Guliyev, a déclaré que les soldats morts dans l'accident auraient le statut de "martyrs", notant que le président Ilham Aliyev avait demandé de clarifier les détails de l'incident, d'enterrer les morts et de faire tout le nécessaire pour soigner les blessés. Guliyev a déclaré qu'il s'était entretenu au téléphone avec les deux militaires blessés dans l'accident et que leur état était normal.
Le manque d'informations plus détaillées alors que le temps s'est écoulé depuis l'incident, et le fait que l'accident se soit produit immédiatement après les réunions d'Achgabat et de Sotchi, ont soulevé des questions dans le public azerbaïdjanais. Le politologue Zardusht Alizadeh (en) a rejeté les théories du complot et a ajouté qu'il n'y avait aucun cas suspect dans l'incident. Il a également souligné qu'il ne s'agissait pas du premier accident dans l'histoire de l'Azerbaïdjan, ajoutant que de tels accidents se produisent partout dans le monde.

## Réactions

### Nationales
Le président de l'Azerbaïdjan Ilham Aliyev, la vice-présidente Mehriban Aliyeva, et le président du Majlis Milli Sahiba Qafarova ont exprimé leurs condoléances aux familles des victimes.

### Internationales
La Coordonnatrice résidente des Nations unies en Azerbaïdjan, Vladanka Andreeva, a déclaré qu'elle était attristée par la nouvelle du tragique accident d'hélicoptère à Xızı et a exprimé ses sincères condoléances aux familles qui ont perdu leurs proches. L'Organisation des États turciques a présenté ses condoléances à l'Azerbaïdjan.
Le président turc Recep Tayyip Erdoğan a appelé le président azerbaïdjanais Ilham Aliyev pour présenter ses condoléances aux militaires tués dans l'accident d'hélicoptère. Le ministre turc de la Défense nationale Hulusi Akar a exprimé ses condoléances au ministre azerbaïdjanais de la Défense Zakir Hasanov et au chef du service d'État des frontières, le général Elchin Guliyev. Le ministère turc des Affaires étrangères, le président de la Grande Assemblée nationale turque Mustafa Şentop, le vice-président turc Fuat Oktay, le ministre turc des Affaires étrangères Mevlüt Çavuşoğlu, le porte-parole du président turc İbrahim Kalın (en) , le responsable des communications de l'administration présidentielle turque Fahrettin Altun, le ministre de la Culture et du Tourisme Mehmet Nuri Ersoy, le président du Parti iyi Meral Akşener et l'ancien Premier ministre turc Binali Yıldırım ont exprimé leurs condoléances au peuple azerbaïdjanais.
Le porte-parole du ministère iranien des Affaires étrangères, Said Khatibzadeh, a exprimé ses profondes condoléances au gouvernement et au peuple azerbaïdjanais, ainsi qu'aux familles des personnes tuées dans le tragique accident d'un hélicoptère militaire.
L'ambassade d'Iran en Azerbaïdjan, l'ambassade italienne en Azerbaïdjan, l'ambassade palestinienne en Azerbaïdjan, l'ambassadeur français en Azerbaïdjan Zacharie Gross, l'ambassadeur britannique en Azerbaïdjan James Sharp, l'ambassadeur d'Israël en Azerbaïdjan George Dick et l'ambassade du Kazakhstan en Azerbaïdjan ont exprimé leurs condoléances au peuple azerbaïdjanais.